# Santiago Rubió i Tudurí
Pour les articles homonymes, voir Rubió.
Santiago Rubió i Tudurí (Mahon, 1892 - Barcelone, 1980) était un ingénieur espagnol d'origine catalane.

## Biographie
Avant son exil en France en 1939, puis en Argentine en 1948, il était directeur du métro de Barcelone et a dirigé les travaux de la première ligne du réseau.